# Small Unmanned Ground Vehicle

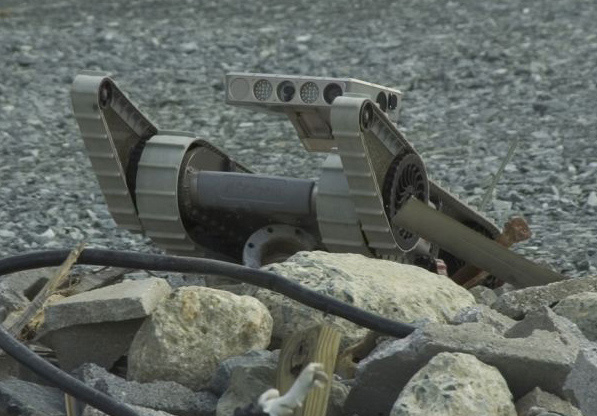
SUGV

Small Unmanned Ground Vehicle (SUGV) – niewielkich rozmiarów zdalnie sterowany pojazd naziemny produkowany i opracowany przez amerykańską firmę iRobot. Przeznaczeniem SUGV są działania bojowe w ramach Armii Stanów Zjednoczonych w programie Future Combat Systems (Systemów Bojowych Przyszłości).
SUGV jest militarną wersją innego produktu firmy iRobot. Jego niewielka masa, nieprzekraczająca 13 kilogramów, umożliwia przenoszenie pojazdu przez jednego człowieka. Docelowo SUGV ma być odporny na przeciążenia rzędu 400 g, a jego zadaniem ma być rozpoznanie niebezpiecznych miejsc np. pomieszczeń, rozminowywanie i neutralizowanie prowizorycznych ładunków wybuchowych (IED) oraz zaznaczanie laserem celów do ataku.